# Орілья
 Орілья  (англ. Orillia) — місто в провінції Онтаріо (Канада).
Місто розташоване у графстві Сімко між озерами Кучічінґ (англ. Lake Couchiching) і Сімко (англ. Lake Simcoe), 135 км на північ від Торонто.

## Історія

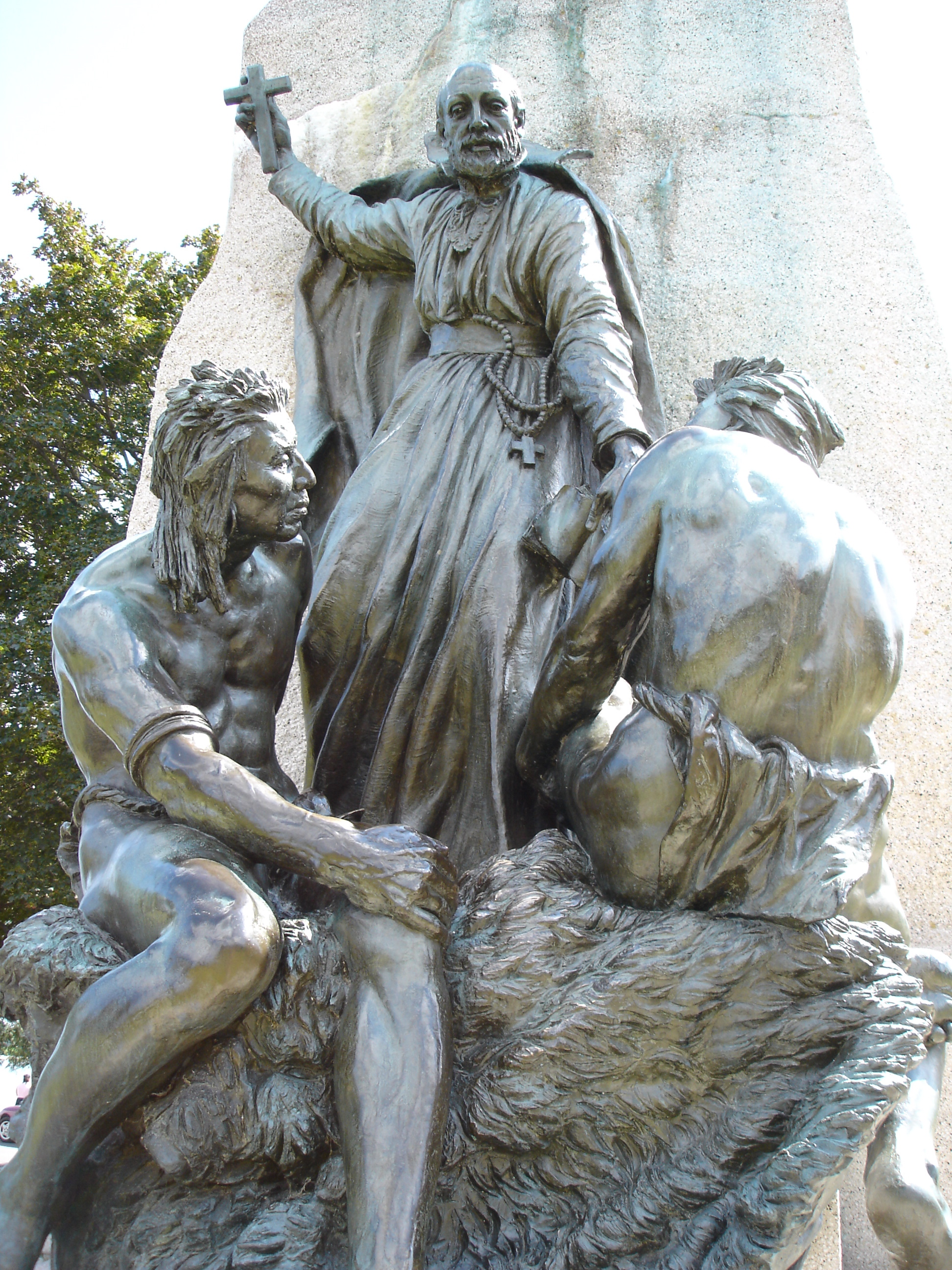
Пам'ятник місіонерам — хрестителям індіанців.

### Передісторія
Місто розташоване на узбережжі двох озер: Кучічінґ і Сімко. Останнє отримало свою назву на честь офіцера англійського військово-морського флоту, капітана Джона Ґрейвза Сімко (англ. John Simcoe).
Назву озеру дав його син, лейтенант Сімко.
Проте ще раніше, на початку XVII століття, у цих місцях побував французький мандрівник Самюель де Шамплен, який уклав союз з місцевими індіанськими племенами. Трохи пізніше в цих місцях бували Ла Саль і ряд інших мандрівників.

### Історія міста
Орілья було засноване у 1867 — році виникнення Канади. У 1875 отримало статус містечка. У 1969 — статус міста (англ. city).

## Населення
Населення міста стабільно зростає. У 1996 році населення становило 27 846 осіб, У 2001 році — 29 121, У 2006 — 30 259, у 2011 — 30 586.
Англійська мова є рідною для 91,7% населення міста. Ще 1,8% розмовляють французькою, решта 7,3% — іншими мовами.

## Економіка
Основу економіки міста складають промислове виробництво, сфера послуг і туризм.
Найбільшим роботодавцем у місті є казино Рама. Основними промисловими підприємствами міста є: (англ. CCI Thermal Technologies) (Виробництво електронагрівачів), (англ. Dorr-Oliver Eimco) (промислове обладнання), англ. Kubota Metal Corporation) (нафтохімічна промисловість),
Parker Hannifin (гумовотехнічні вироби) тощо. Також розвинена деревообробна промисловість.

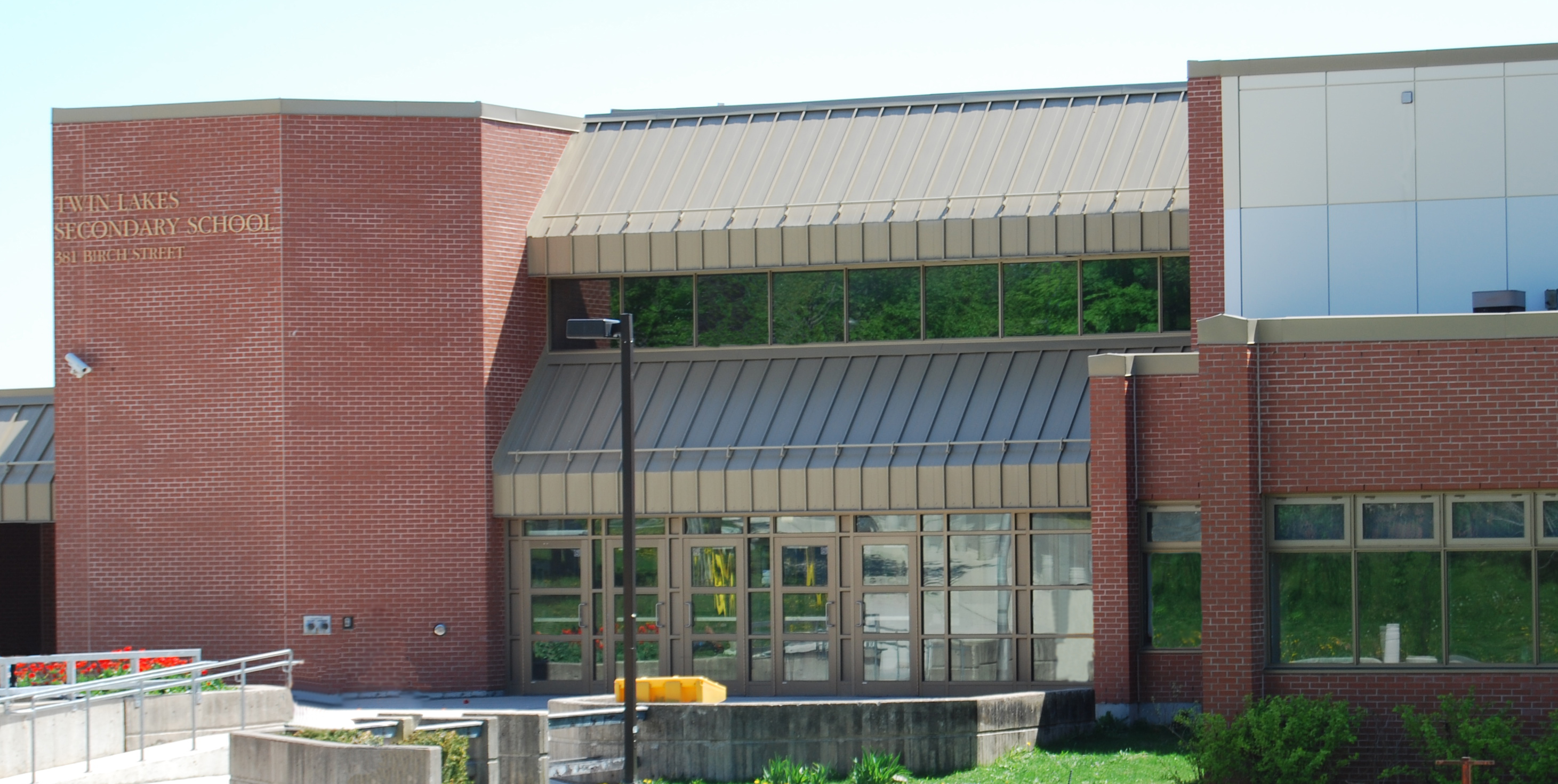
Середня школа Твін-Лейкс (Twin Lakes Secondary School).

В околицях міста розвинуте сільське господарство, у першу чергу, скотарство. Також вирощують овес, пшеницю, ячмінь, інші зернові та сою.
В околицях міста видобувають пісок, глину, вапняк і гравій.
Чималий дохід місцевому бюджету приносить і любителі екотуризму, яких приваблює, у першу чергу, місцева природа — ліси та озера.

## Освіта та охорона здоров'я
У місті є кілька медичних установ, найбільше з яких — Soldiers' Memorial Hospital, здійснює діагностику та лікування різних захворювань.

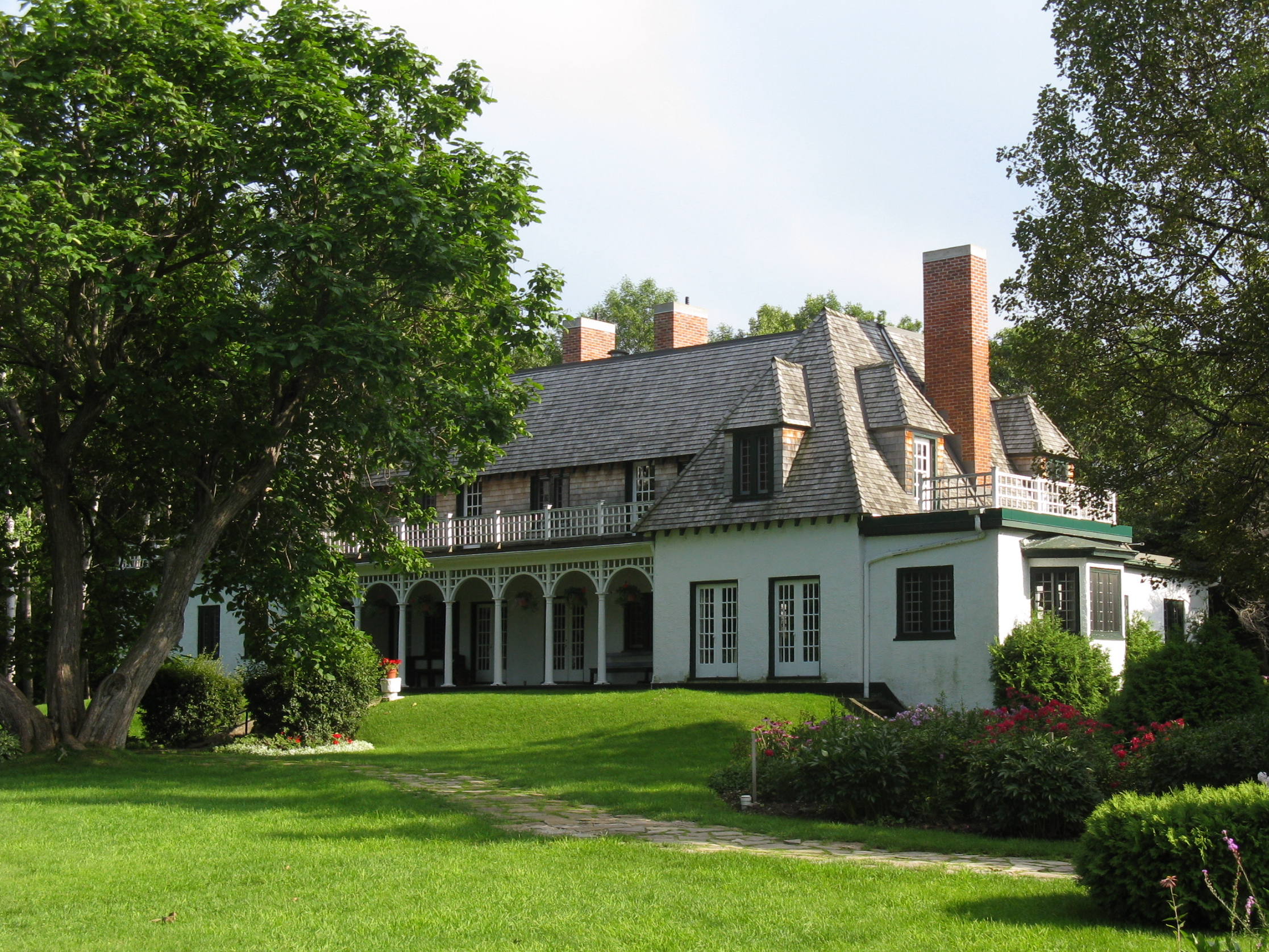
Будинок Стівена Лікока в Орільї на березі озера Кучічінґ. Тепер музей.

У Орільї розташовані кампуси університету Лейкгед,  Джорджен-коледжу. У місті розташовані окружна рада шкіл графства Сімко,
Католицька шкільна рада Сімко-Маскока, а також ряд інших установ системи середньої освіти. Викладання ведеться англійською і французькою мовами.

## Культура

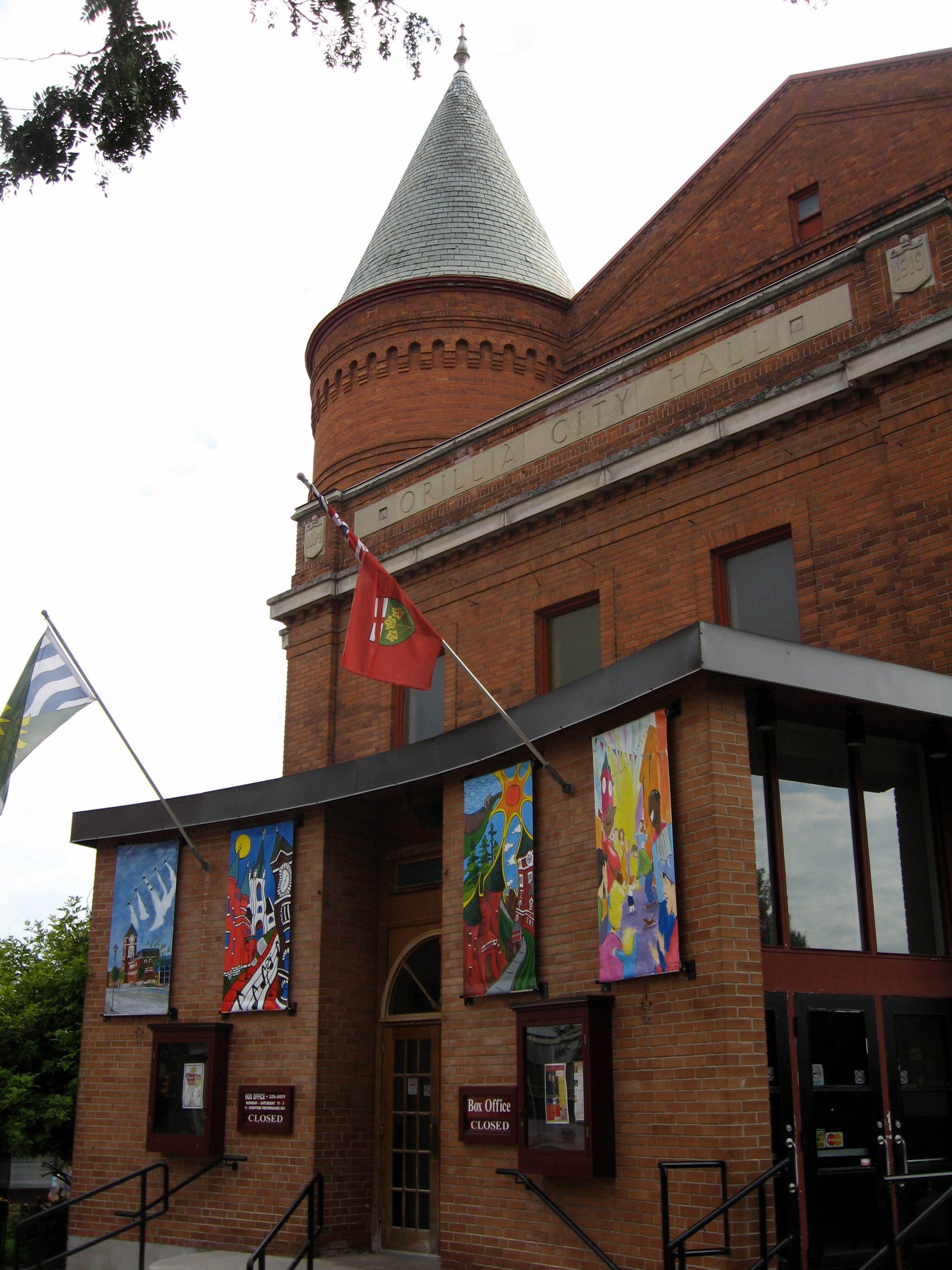
Оперний театр

В Орільї є оперний театр. Також важливим осередком культури є міська бібліотека.
У місті деякий час мешкав письменник-сатирик і вчений Стівен Лікок, який описав Орілью (під назвою Маріпоза) в одному зі своїх творів Сонячні етюди малого містечка. В даний час у будинку, де він проживав, розташований музей.
Щорічно з 1961 р. в місті проходить фестиваль народної творчості «Маріпоза».
Ще одним важливим культурним центром є художньо-історичний музей.

## Люди, пов'язані з містом
- Франклін Кармайкл (1890—1945) — канадський художник і викладач.
- Рік Лей (* 1948) — колишній канадський хокеїст.
- Ґордон Лайтфут (* 1938) — співак і композитор-пісняр.

## Клімат
| Клімат Орільї                               | Клімат Орільї | Клімат Орільї | Клімат Орільї | Клімат Орільї | Клімат Орільї | Клімат Орільї | Клімат Орільї | Клімат Орільї | Клімат Орільї | Клімат Орільї | Клімат Орільї | Клімат Орільї | Клімат Орільї |
| Показник                                    | Січ.          | Лют.          | Бер.          | Квіт.         | Трав.         | Черв.         | Лип.          | Серп.         | Вер.          | Жовт.         | Лист.         | Груд.         | Рік           |
| Абсолютний максимум, °C                     | 10            | 13            | 23            | 29,5          | 32,5          | 34            | 37,5          | 34            | 32,5          | 27            | 21,5          | 19            | 37,5          |
| Середній максимум, °C                       | −3,6          | −2,7          | 2,9           | 10,7          | 18,2          | 22,5          | 25,7          | 24,2          | 19,3          | 12,4          | 5,8           | −0,7          | 11,2          |
| Середня температура, °C                     | −8,4          | −7,7          | −2,1          | 5,7           | 12,9          | 17,1          | 20,6          | 19,4          | 14,8          | 8,2           | 2,2           | −4,8          | 6,5           |
| Середній мінімум, °C                        | −13,1         | −12,6         | −7            | 0,8           | 7,5           | 11,6          | 15,5          | 14,6          | 10,2          | 3,9           | −1,3          | −8,8          | 1,8           |
| Абсолютний мінімум, °C                      | −37           | −37           | −30           | −15           | −3            | 0,5           | 7             | 4             | −3            | −6            | −9            | −35           | −37           |
| Норма опадів, мм                            | 103.1         | 68.1          | 71.3          | 72.2          | 77.6          | 76.4          | 77.4          | 102.4         | 95.3          | 86.5          | 77.1          | 29.6          | 750.6         |
| ------------------------------------------- | ------------- | ------------- | ------------- | ------------- | ------------- | ------------- | ------------- | ------------- | ------------- | ------------- | ------------- | ------------- | ------------- |
| Джерело: Canadian Climate Normals 1971-2000 |               |               |               |               |               |               |               |               |               |               |               |               |               |